# Ryan Murphy (ishockeyspelare)
Ryan Murphy, född 31 mars 1993, är en kanadensisk professionell ishockeyspelare som tillhör NHL-organisationen New Jersey Devils och spelar för deras farmarlag Binghamton Devils i AHL.
Han har tidigare spelat på NHL-nivå för Minnesota Wild och Carolina Hurricanes, och på lägre nivåer för Iowa Wild och Charlotte Checkers i AHL samt Kitchener Rangers i OHL.

## Spelarkarriär

### NHL

#### Carolina Hurricanes
Han draftades i första rundan i 2011 års draft av Carolina Hurricanes som tolfte spelare totalt.

#### Minnesota Wild
Den 29 juni 2017 tradades han tillsammans med Eddie Läck till Calgary Flames i utbyte mot Keegan Kanzig men dagen efter köpte Flames ut honom ur sitt kontrakt och den 1 juli 2017 skrev han på ett ettårskontrakt med Minnesota Wild.

#### New Jersey Devils
Den 30 januari 2019 tradades han till New Jersey Devils i utbyte mot Michael Kapla.